# Calanus finmarchicus
Calanus finmarchicus je klanonožec z řádu vznášivky, jeden z nejhojnějších drobných korýšů v atlantských mořích severní polokoule, a to jak v pobřežní vodách, tak na otevřeném oceánu. V některých mořích tvoří obrovské množství biomasy a například v Norském moři jen tento druh vyprodukuje ročně 90 miliónů tun čerstvé hmotnosti. Navíc obsahují poměrně vysoké množství lipidů a mastných kyselin. V této souvislosti se uvažuje o jejich využití pro výrobu rybího krmiva, a podobně.
Mají životní cyklus poměrně typický pro mořské korýše a trvající asi 30–40 dní. Z vajíček se vyvíjí před několik naupliových a copepoditních stádií, načež se z nich stanou dospělci velcí asi 2 mm. Někdy po posledním nedospělém stádiu nějakou dobu přebývají v hluboké vodě (klid, diapauza) a čekají na příchod vhodnějších podmínek prostředí. Podle některých výzkumů se zdá, že současné klimatické změny jaksi mění rovnováhu a snižují populace těchto korýšů.
Calanus finmarchicus je zhruba čtyřikrát četnější než Calanus hyperboreus a vyskytuje se především ve vodách Atlantiku, Calanus hyperboreus je početnější ve vodách arktických.